# Asemesthes
Asemesthes Simon, 1887 è un genere di ragni appartenente alla famiglia Gnaphosidae.

## Distribuzione
Le 26 specie note di questo genere sono diffuse in Africa meridionale (25 specie) e centrale (1 specie): ben 18 specie sono state rinvenute nel solo Sudafrica.

## Tassonomia
Non sono stati esaminati esemplari di questo genere dal 2007.
Attualmente, ad aprile 2015, si compone di 26 specie:
1. Asemesthes affinis Lessert, 1933 — Angola
2. Asemesthes albovittatus Purcell, 1908 — Sudafrica
3. Asemesthes ales Tucker, 1923 — Sudafrica
4. Asemesthes alternatus Lawrence, 1928 — Namibia
5. Asemesthes ceresicola Tucker, 1923 — Sudafrica
6. Asemesthes decoratus Purcell, 1908 — Sudafrica
7. Asemesthes flavipes Purcell, 1908 — Sudafrica
8. Asemesthes fodina Tucker, 1923 — Sudafrica
9. Asemesthes hertigi Lessert, 1933 — Angola
10. Asemesthes kunenensis Lawrence, 1927 — Namibia
11. Asemesthes lamberti Tucker, 1923 — Sudafrica
12. Asemesthes lineatus Purcell, 1908 — Sudafrica
13. Asemesthes modestus Dalmas, 1921 — Sudafrica
14. Asemesthes montanus Tucker, 1923 — Sudafrica
15. Asemesthes nigristernus Dalmas, 1921 — Sudafrica
16. Asemesthes numisma Tucker, 1923 — Sudafrica
17. Asemesthes oconnori Tucker, 1923 — Sudafrica
18. Asemesthes pallidus Purcell, 1908 — Sudafrica
19. Asemesthes paynteri Tucker, 1923 — Sudafrica
20. Asemesthes perdignus Dalmas, 1921 — Namibia
21. Asemesthes purcelli Tucker, 1923 — Sudafrica
22. Asemesthes reflexus Tucker, 1923 — Sudafrica
23. Asemesthes septentrionalis Caporiacco, 1940 — Etiopia
24. Asemesthes sinister Lawrence, 1927 — Namibia
25. Asemesthes subnubilus Simon, 1887[2] — Sudafrica
26. Asemesthes windhukensis Tucker, 1923 — Namibia